# Borer River
Der Borer River ist ein Fluss im Norden des australischen Bundesstaat Queensland. Der Fluss führt nicht ganzjährig Wasser, sondern nur in der Regenzeit.

## Geographie

### Flusslauf
Er entspringt westlich der Gregory Range, rund 140 Kilometer südwestlich von Georgetown. Von dort fließt er nach Nordwesten und mündet ungefähr 8 Kilometer südöstlich von Claraville in den Clara River.

### Nebenflüsse mit Mündungshöhen
- Warrigal Creek – 113 m
- Five Mile Creek – 82 m[1]